# جيف موست
جيف موست (بالإنجليزية: Jeff Most)‏ هو منتج أفلام أمريكي ولد بتاريخ 15 سبتمبر 1960.

## أعماله
أشتهر بسلسلة أفلام الغراب.

## وصلات خارجية
جيف موست على موقع IMDb (الإنجليزية)
- جيف موست على موقع قاعدة بيانات الفيلم (الإنجليزية)

1. ↑  Internet Movie Database (بالإنجليزية), QID:Q37312